# E3 Harelbeke 2012

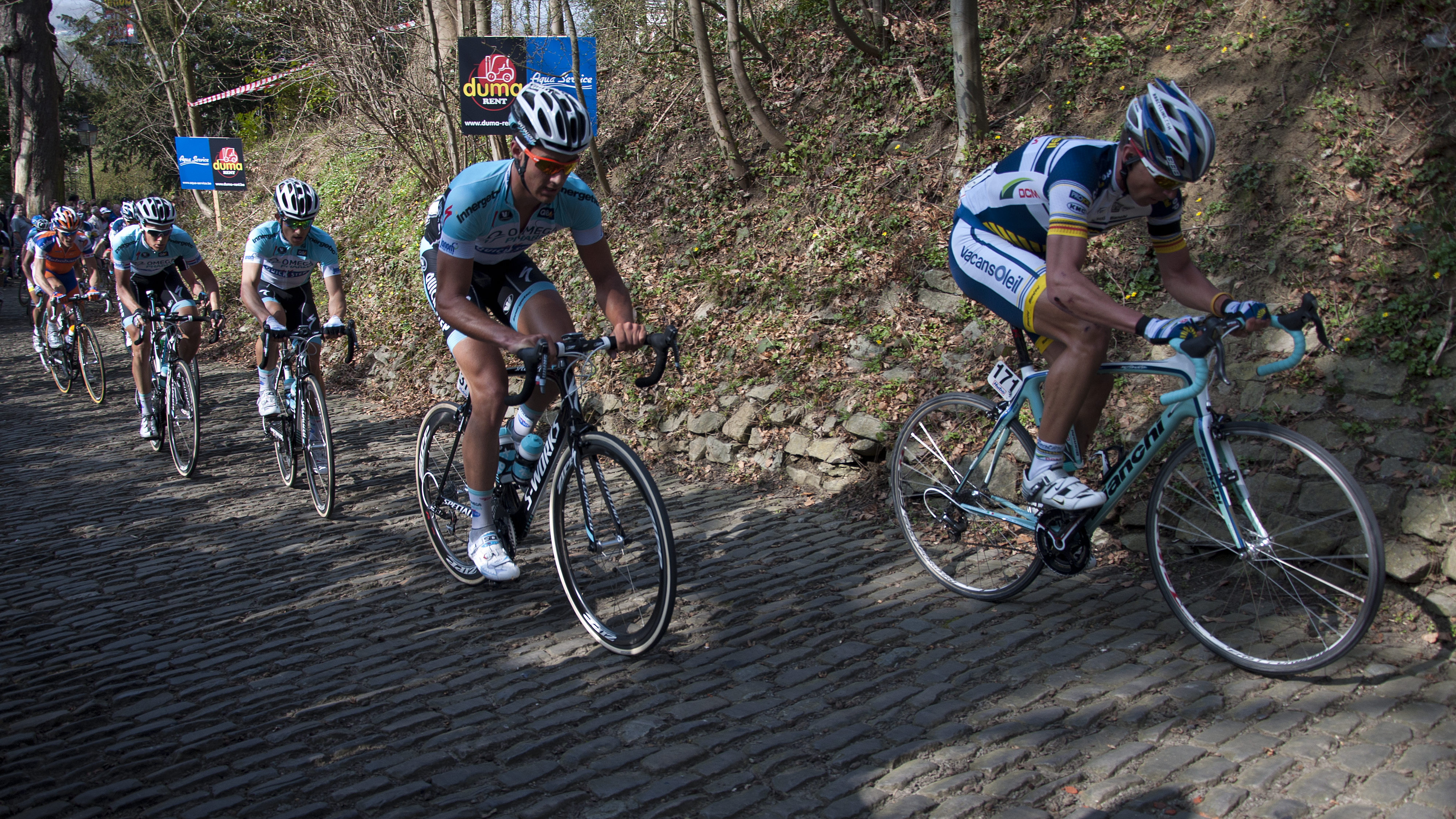
Stijn Devolder i Matteo Trentin al muur van Geraardsbergen.

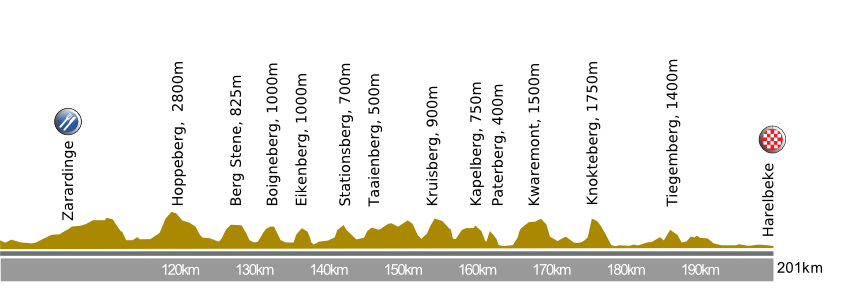
Perfil del Gran Premi E3 2012.

La E3 Harelbeke 2012 és la 55a edició de la E3 Harelbeke. La cursa es disputà el 23 de març sobre una distància de 203 quilòmetres, sent la sisena prova de l'UCI World Tour 2012. Per primera vegada aquesta cursa formava part de l'UCI World Tour, havent estat fins aleshores una cursa que formava part de l'UCI Europa Tour, amb una categoria 1.HC. La cursa fou traslladada al divendres per tal d'afavorir la participació dels ciclistes que el diumenge següent havien de disputar la següent prova del World Tour, la Gant-Wevelgem.
El vencedor de la cursa fou el belga Tom Boonen (Omega Pharma-Quick Step), convertint-se en el ciclista amb més victòries en la història de la cursa, amb cinc, després de les quatre victòries consecutives entre el 2004 i el 2007. Boonen superà per uns pocs centímetres l'espanyol Óscar Freire (Team Katusha). Bernhard Eisel (Team Sky) completà el podi.

## Equips
En ser l'E3 Harelbeke una prova de l'UCI World Tour, els 18 UCI ProTeams són automàticament convidats i obligats a prendre-hi part. A banda, set equips són convidats a prendre-hi part per formar un pilot de 25 equips. Aquests 25 equips són:
| Núm.    | Codi | Equip                   |
| ------- | ---- | ----------------------- |
| 1-8     | RNT  | RadioShack-Nissan       |
| 11-18   | BMC  | BMC Racing Team         |
| 21-28   | LBT  | Lotto-Belisol           |
| 31-38   | OPQ  | Omega Pharma-Quick Step |
| 41-48   | ALM  | AG2R La Mondiale        |
| 51-58   | AST  | Astana Qazaqstan Team   |
| 61-68   | EUS  | Euskaltel–Euskadi       |
| 71-78   | FDJ  | FDJ-BigMat              |
| 81-88   | GEC  | GreenEDGE               |
| 91-98   | KAT  | Team Katusha            |
| 101-108 | LAM  | Lampre-ISD              |
| 111-118 | LIQ  | Liquigas-Cannondale     |
| 121-128 | MOV  | Movistar Team           |

| Núm.    | Codi | Equip                         |
| ------- | ---- | ----------------------------- |
| 131-138 | RAB  | Rabobank ProTeam              |
| 141-148 | SKY  | Team Sky                      |
| 151-158 | GAR  | Garmin-Barracuda              |
| 161-168 | SAX  | Team Saxo Bank                |
| 171-178 | VCD  | Vacansoleil-DCM               |
| 181-188 | ACC  | Accent.jobs-Willems Veranda's |
| 191-198 | COF  | Cofidis                       |
| 201-208 | FAR  | Farnese Vini-Selle Italia     |
| 211-218 | LAN  | Landbouwkrediet-Euphony       |
| 221-228 | PRO  | Project 1t4i                  |
| 231-238 | EUC  | Team Europcar                 |
| 241-248 | TSV  | Topsport Vlaanderen-Mercator  |

## Resultats
|    | Ciclista                | Equip                   | Temps      | Punts UCI |
| -- | ----------------------- | ----------------------- | ---------- | --------- |
| 1  | Tom Boonen (BEL)        | Omega Pharma-Quick Step | 4h 51' 59" | 80        |
| 2  | Óscar Freire (ESP)      | Team Katusha            | m. t.      | 60        |
| 3  | Bernhard Eisel (AUT)    | Team Sky                | m. t.      | 50        |
| 4  | Leonardo Duque (COL)    | Cofidis                 | m. t.      | -         |
| 5  | Sep Vanmarcke (BEL)     | Garmin-Barracuda        | m. t.      | 30        |
| 6  | John Degenkolb (GER)    | Project 1t4i            | m. t.      | -         |
| 7  | Mathieu Ladagnous (FRA) | FDJ-BigMat              | m. t.      | 14        |
| 8  | Alexandre Pichot (FRA)  | Team Europcar           | m. t.      | -         |
| 9  | Alessandro Ballan (ITA) | BMC Racing Team         | m. t.      | 6         |
| 10 | Sébastien Turgot (FRA)  | Team Europcar           | m. t.      | -         |